# Keleti pályaudvar metróállomás
A Keleti pályaudvar a budapesti metróhálózat M2-es és M4-es vonalának közös csomóponti állomása. A két metrómegálló a VII. kerület és a VIII. kerület határán elhelyezkedő Baross tér alatt találhatók.

## Az M2-es metróvonal állomása

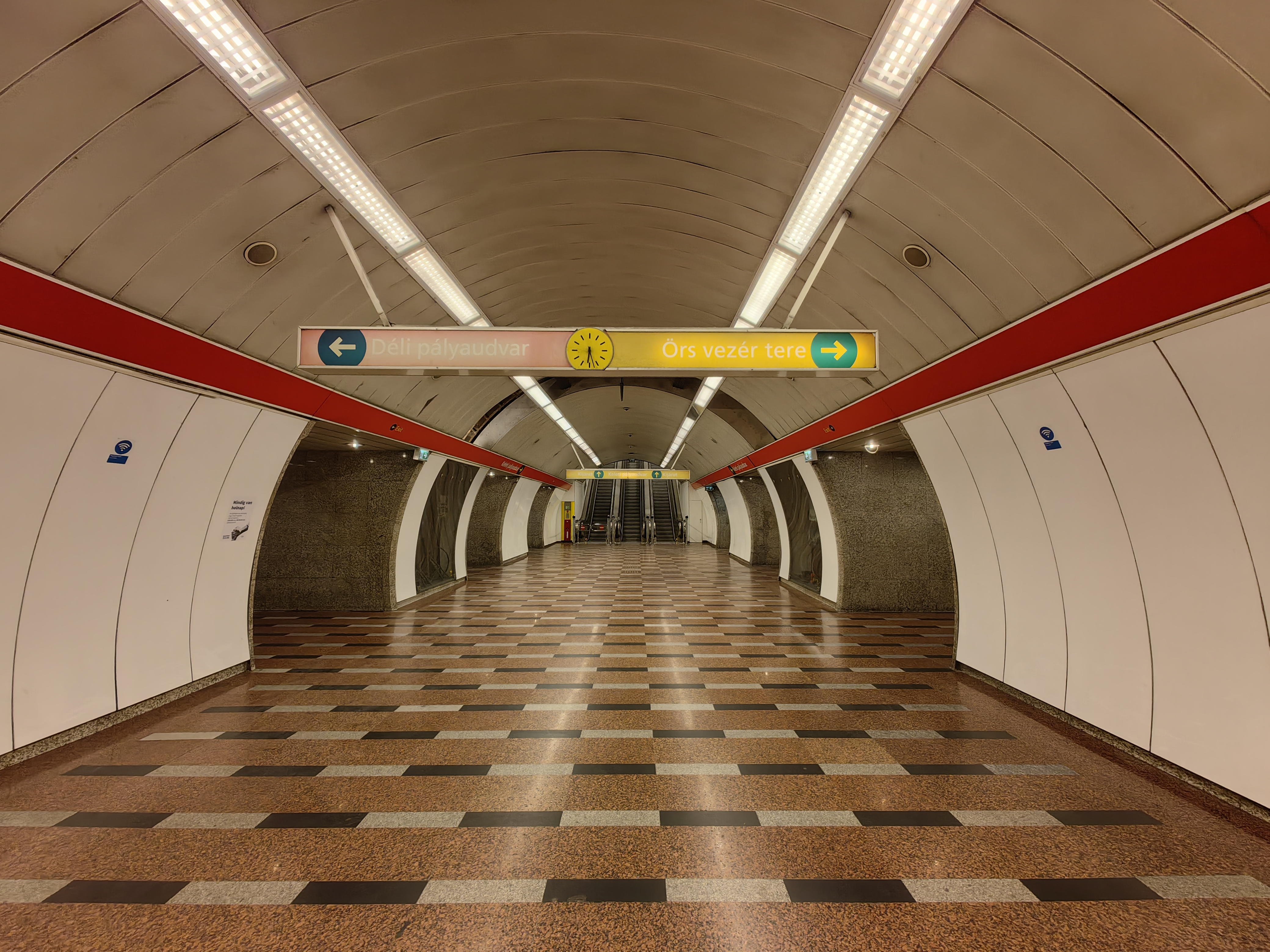
Az M2-es metróvonal állomása

Az állomást 1970-ben adták át az M2-es metróvonal I. szakaszának megnyitásakor. A megálló a Puskás Ferenc Stadion és a Blaha Lujza tér között van.
Az állomás mélyvezetésben épült, háromalagutas, középperonos kialakítású. Az M2-es metróvonal 2003-tól 2007-ig tartó felújítása során 2005-ben újították fel. Az M2-es metróvonal állomásának két kijárata van. A Puskás Ferenc Stadion felőli a Keleti pályaudvar épületéhez, a trolivégállomáshoz visz. A Blaha Lujza tér felőli kijárat a Baross tér közepén található aluljáróba visz, valamint ezen a kijáraton lehet átszállni az M4-es metróvonalra.

## Az M4-es metróvonal állomása

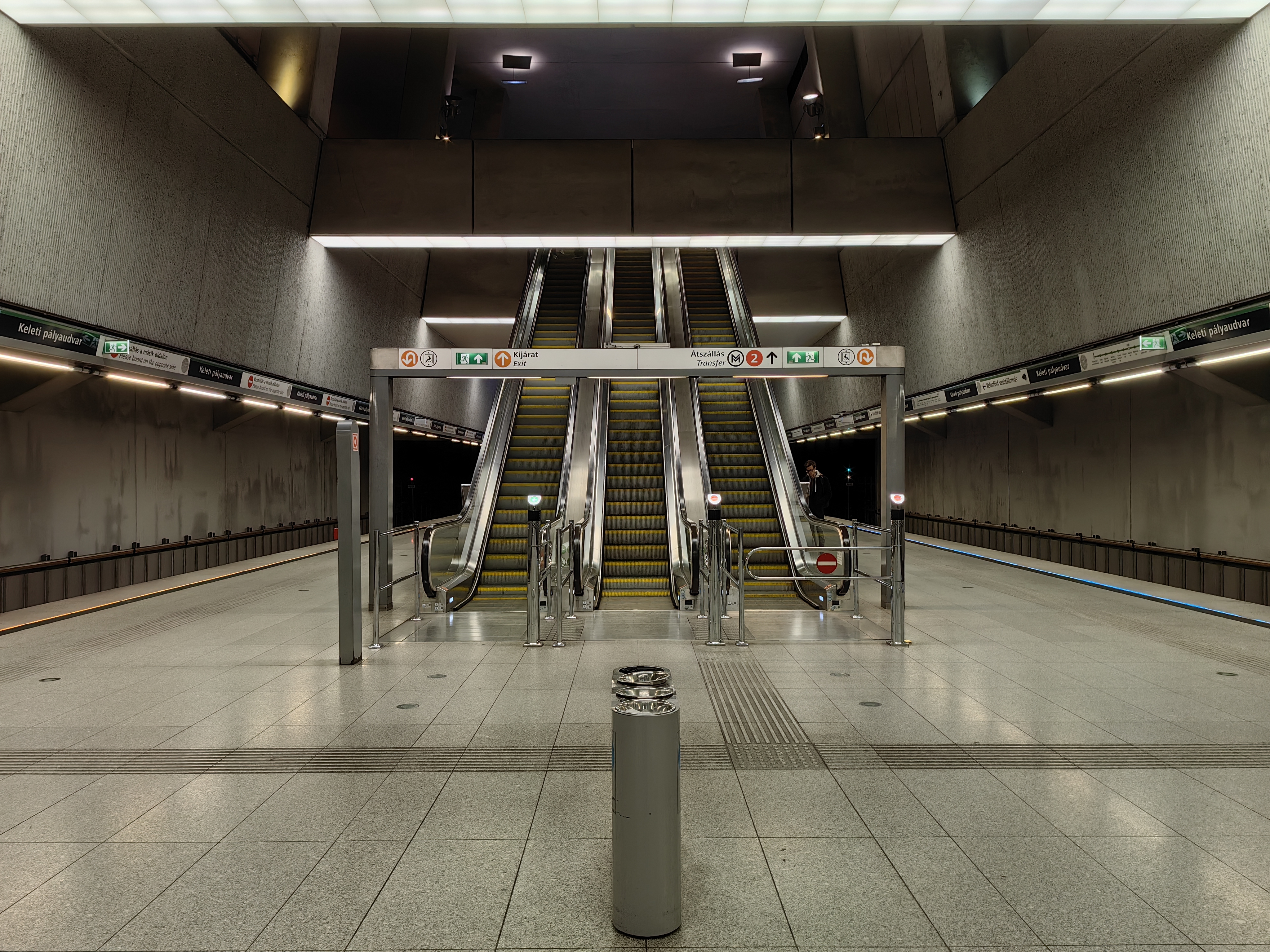
Az M4-es metróvonal állomása

Az M4-es metróvonal végállomása, és tervezik a továbbépítését a Bosnyák tér felé. Ezt az állomást a vonalon a II. János Pál pápa tér követi.
Az állomás az NKH-tól a vonalon a nyolcadikként, 2013. december 31-én kapta meg a használatbavételi engedélyt. A forgalom 2014. március 28-án indult el.
A 16 méter mélyen fekvő metróállomásból a két oldalán lévő 3-3 mozgólépcsővel lehet elérni a galériát, illetve innen lehet átszállni az M2-es metróra. A mozgáskorlátozottaknak ezt az állomást is felszerelték 2 db lifttel, ezzel akadálymentesítve a lejutást.

## Érdekességek
Az M2-es és az M4-es metróvonal állomásait összekötő átszállófolyosót a M2-es metróvonal állomásának egyik kijáratából alakították át.
2013. szeptember 25-én avatták fel az állomás bérletpénztárának közelében Julio Carrasco Bretón mexikói festőművész Mexikói textilkézművesek képzeletvilága című falképét, melyet februári budapesti kiállítása alkalmával ajándékozott a városnak.
Az állomáson, az M2-es metró kijáratánál 2018 óta POKET zsebkönyvautomata található.

## Galéria

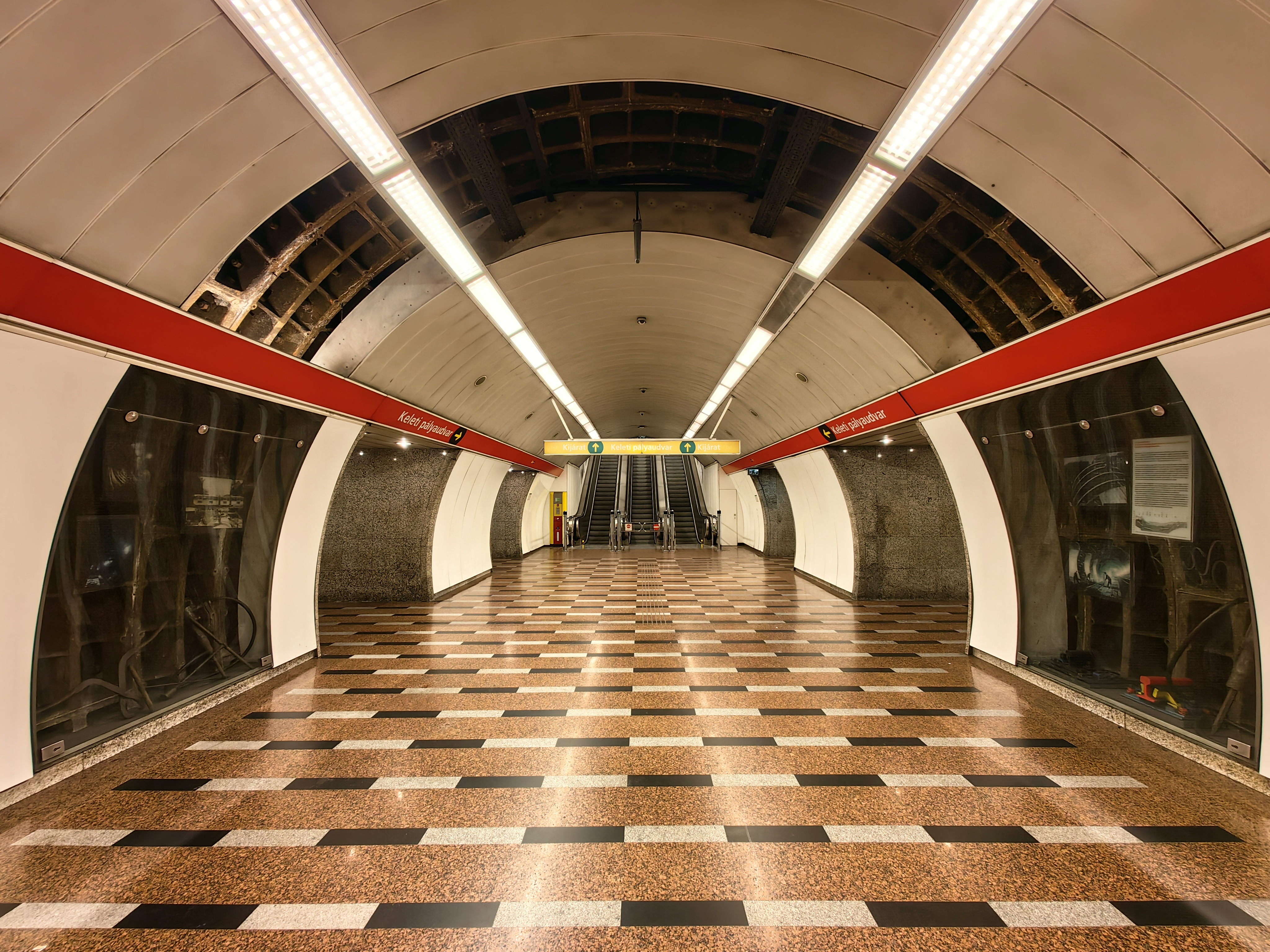
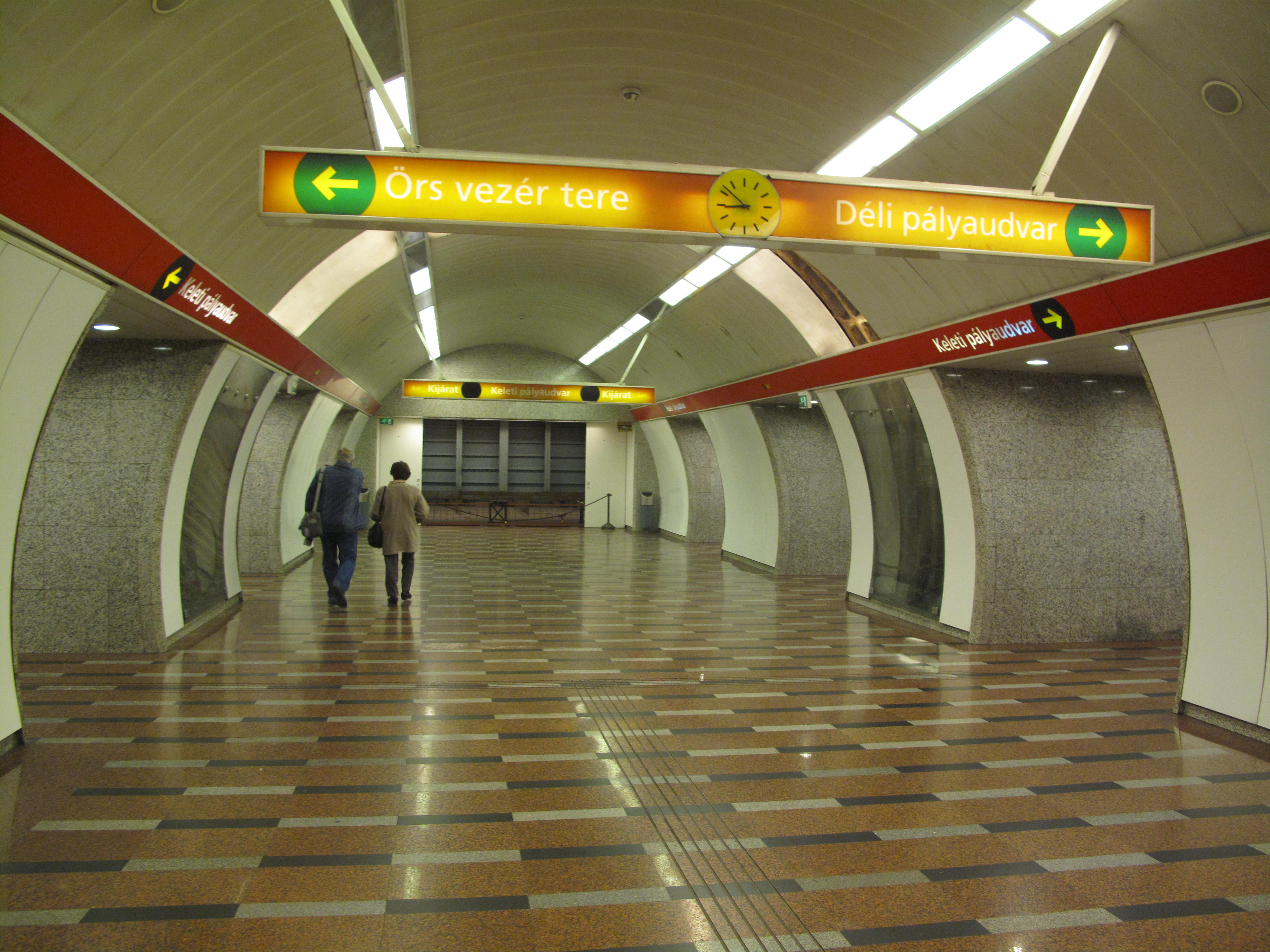
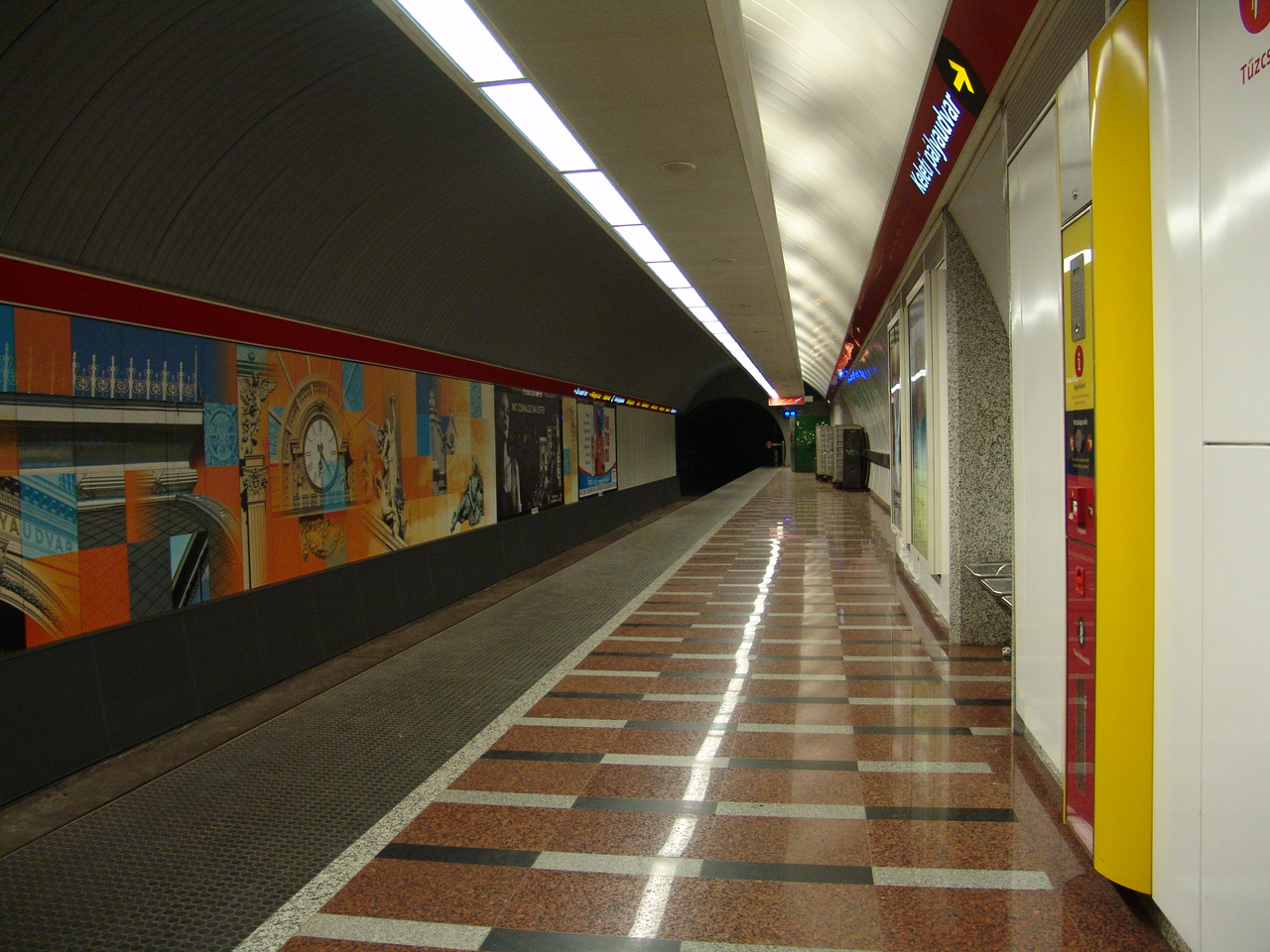
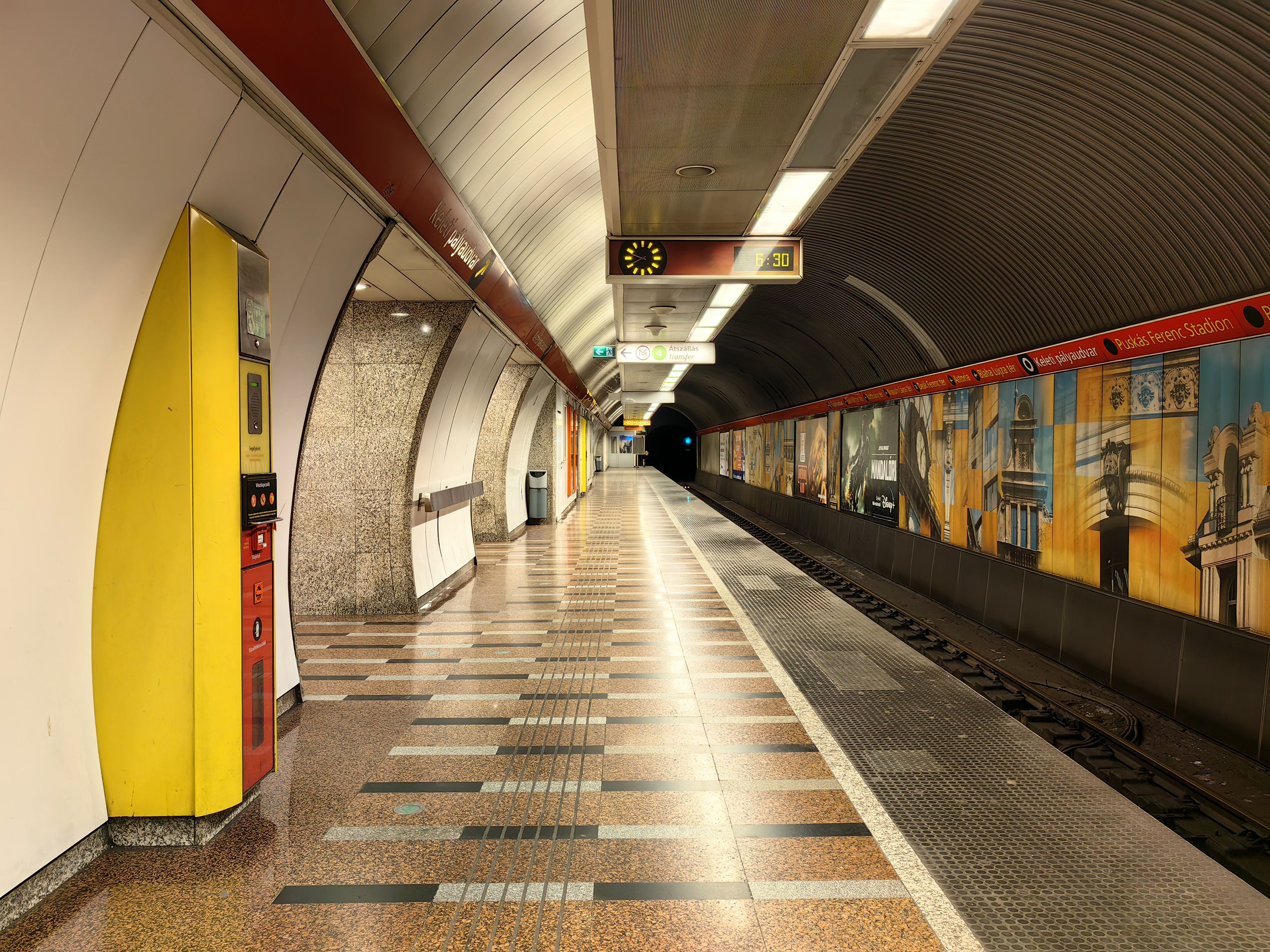
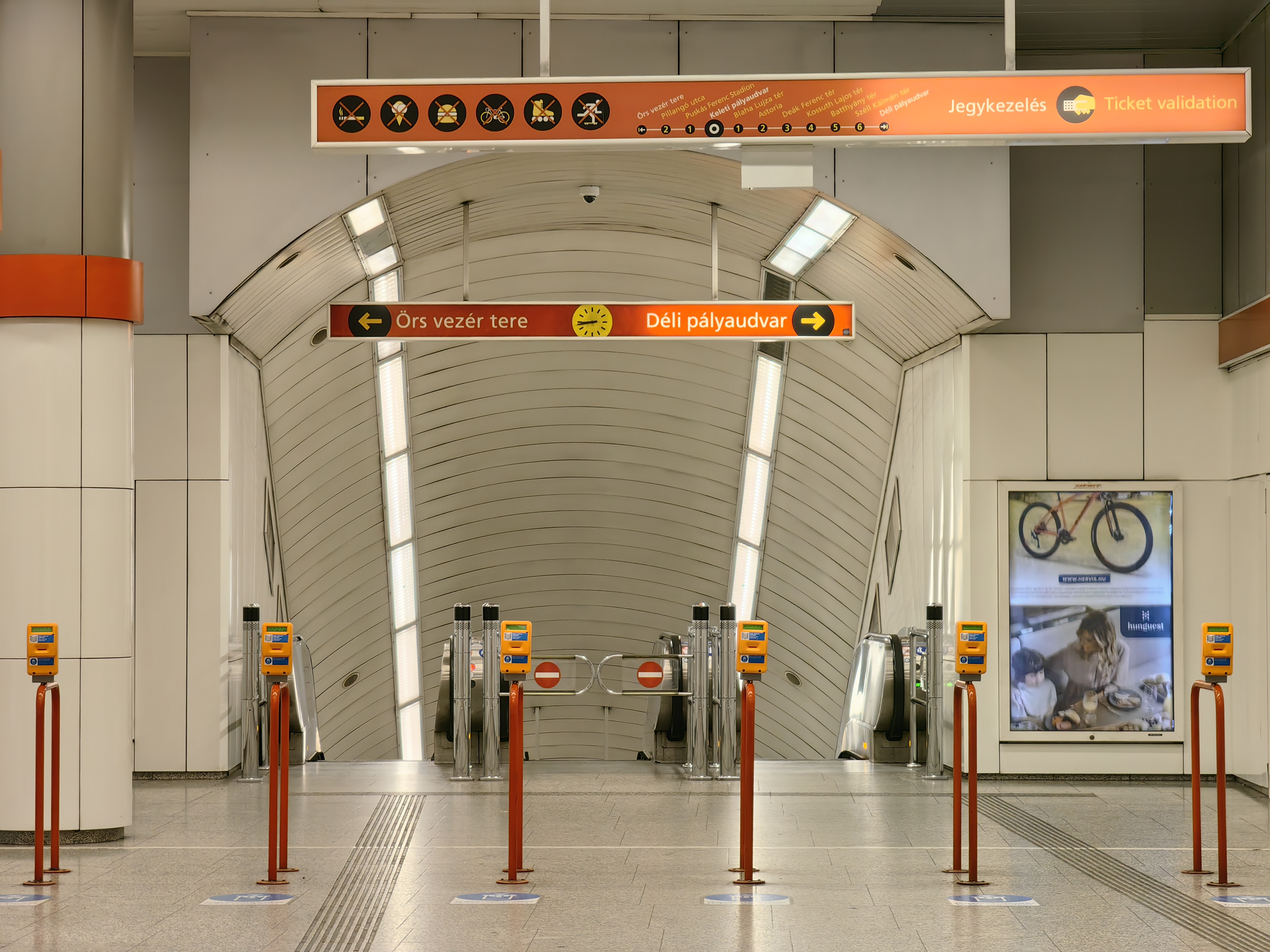
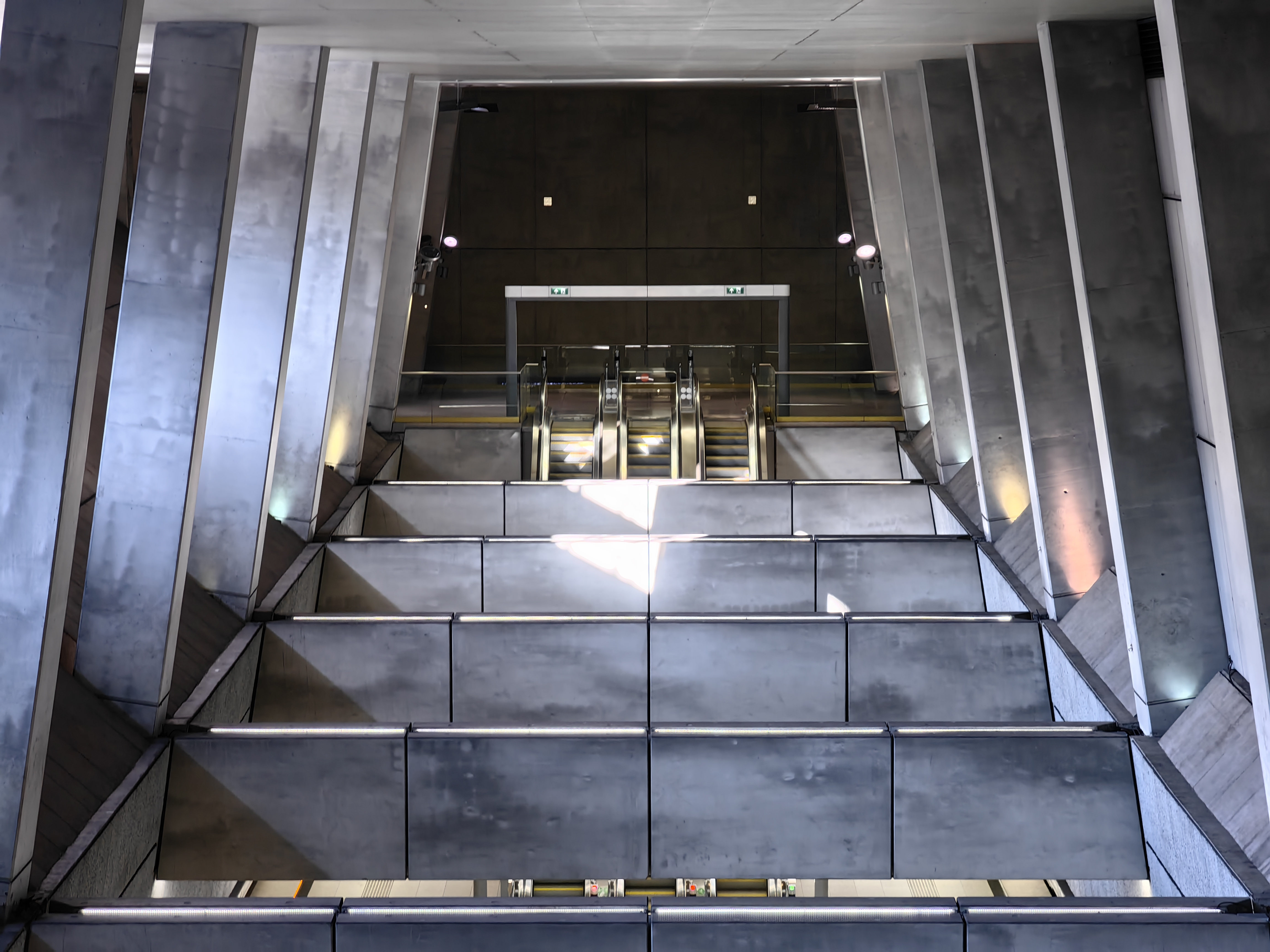
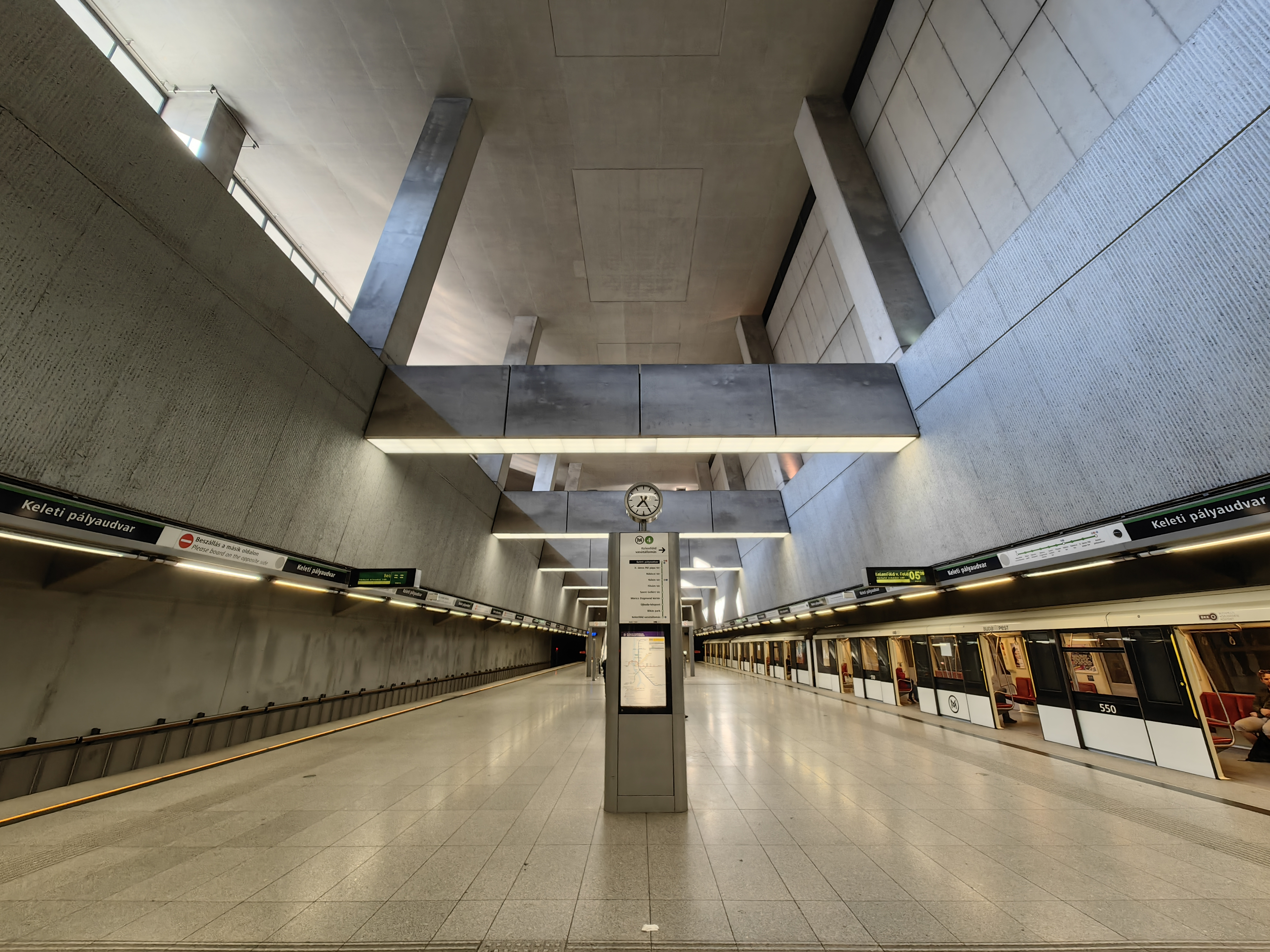
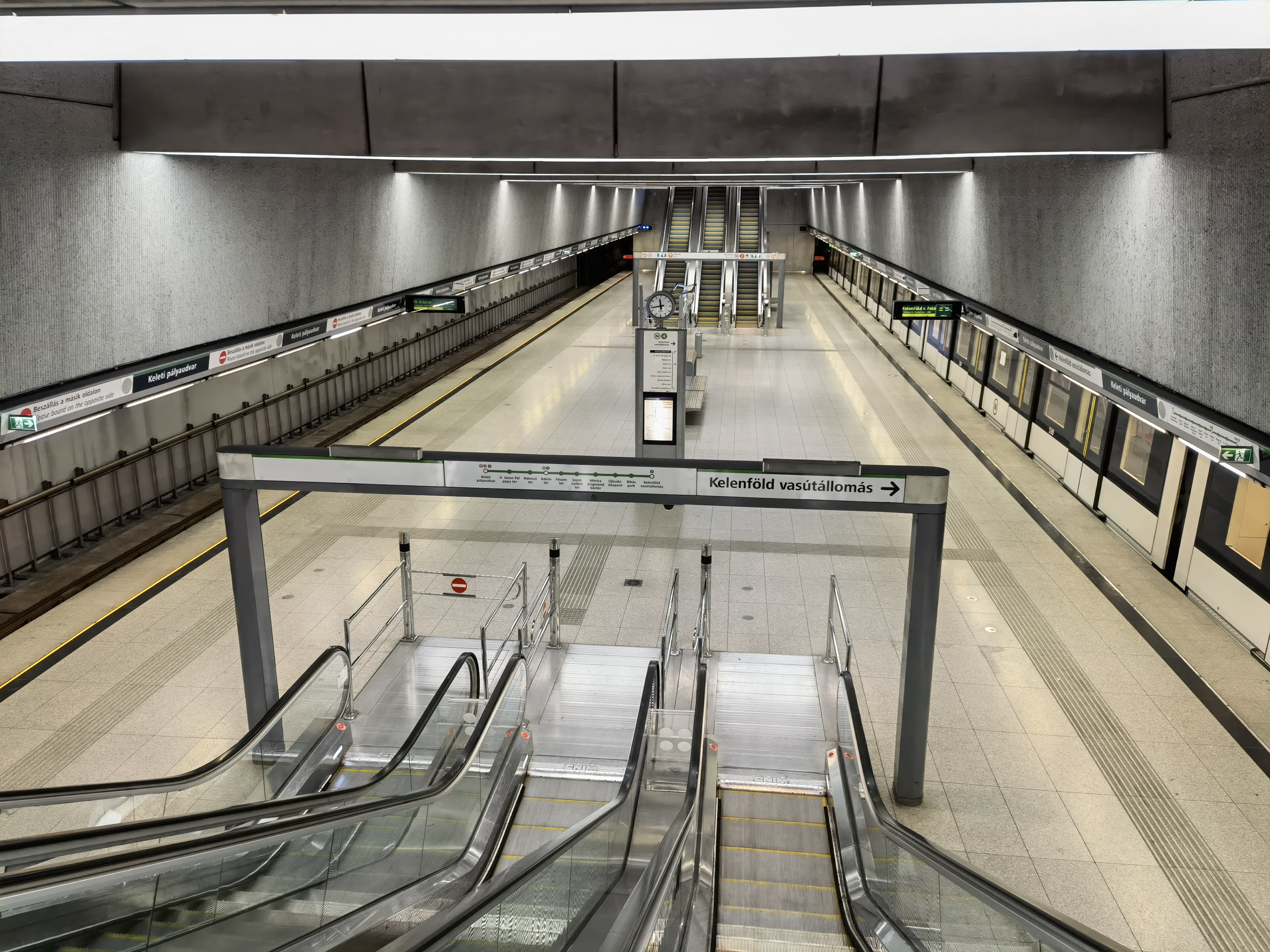

## Átszállási kapcsolatok
| Keleti pályaudvar | 23, 24 73, 76, 78, 79, 80 5, 7, 7E, 8E, 20E, 30, 30A, 107, 108E, 110, 112, 133E, 230 G10 S60 G60 Z60 S80 G80 IC, EC, EN, InterRégió, sebesvonat, gyorsvonat, expresszvonat, | Keleti pályaudvar, Péterfy Sándor utcai kórház, Baleseti Intézet, Arena Plaza bevásárlóközpont, Nyugdíjfolyósító Igazgatóság, Rendőrmúzeum, Park Szálloda, Hungária szálloda, VII. kerületi Polgármesteri Hivatal |